# Forza Motorsport 4
『Forza Motorsport 4』（フォルツァ モータースポーツ 4）はマイクロソフトから発売されているXbox 360用レーシングシミュレータゲーム。Forza 4と略される。Xbox 360で発売された Forza Motorsport 3の続編。フォルツァシリーズの4作目であり、シリーズとしてはじめてkinectに対応した。新たな実在サーキットとしてホッケンハイムリンク、インディアナポリス・モーター・スピードウェイ、インフィニオン・レースウェイの3つのコースが追加された。

## 特徴
- 今作はワールド・ツアーや各種イベントに参戦する度にドライバーレベルが上限150まで、各自動車メーカーの友好度が最大50まで、それぞれ上がるシステムになっている。
- 80社を超える自動車メーカーの車が収録されている。
- クラシックカーからレーシングカーまでDLCを含めると625車種が収録されている。
- 前作から引き続き、様々なアシスト機能が採用されている。
- 前作よりもよりリアルな挙動を再現している。
- BBCの自動車番組「トップ・ギア」とのコラボレートにより、Auto Vistaでジェレミー・クラークソンのナレーションを楽しめる他、テスト・トラックやチャレンジが収録されている。

## アシスト・機能
- オート・ブレーキ

前作から採用されている。カーブの手前で自動的にブレーキがかかりカーブを曲がれる速度まで減速する。
- 推奨ライン

コース上に理想的な走行ラインが描かれ、加速と減速のタイミングをラインの色で表示される。
- リワインド

ドライビング中にトラブルが起きた際に、その前まで巻き戻しができるアシスト機能。
- クイック・アップグレード

レースの際に車両のチューニングがボタン一つで可能である。
- 上記の他にABS、STM、TCS、マニュアル・オートマチックも選択が可能。

## 収録コース

### 実在コース
- ホッケンハイムリンク

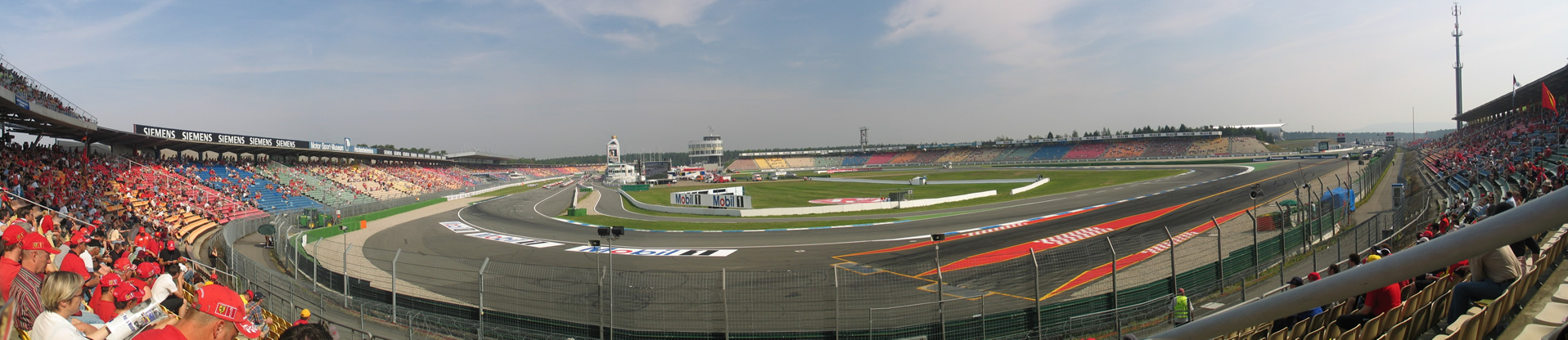
ホッケンハイムリンク

- インディアナポリス・モーター・スピードウェイ
- インフィニオン・レースウェイ
- 鈴鹿サーキット(Suzuka Circuit)
- 筑波サーキット(Tsukuba Circuit)
- ツインリンクもてぎ(Twin Ring Motegi)
- ロード・アメリカ(Road America)
- ロード・アトランタ(Road Atlanta)
- ラグナ・セカ(Mazda Raceway Laguna Seca)
- ニュルブルクリンク(Nürburgring)
- セブリング・インターナショナル・レースウェイ(Sebring International Raceway)
- シルバーストン・サーキット(Silverstone Racing Circuit)
- ムジェロ・サーキット(Mugello Autodromo Internazionale)
- サルテ・サーキット(Le Mans Circuit de la Sarthe)
- TopGearテストトラック

### オリジナル・コース
- ベルナー・アルプス
- 富士見街道(Fujimi Kaido) - 前作にも登場した富士山近くの峠道。
- セドナ・レースウェー・パーク(Sedona Raceway Park) - アメリカ合衆国アリゾナ州セドナをモデルとしたサーキット。

## 収録メーカー
| - アキュラ - アルファロメオ - アストンマーティン - アウディ - ベントレー - BMW - キャデラック - シトロエン - シボレー - フェラーリ - ダッジ - フォード - 三菱 - ランチア - パガーニ - スズキ - 日産 - ホンダ - プジョー - ルノー - シェルビー・アメリカン | - サリーン - セアト - ポルシェ - ロータス - ケーニグセグ - メルセデス・ベンツ(メルセデスAMG) - マセラティ - マクラーレン - サーブ - スバル - トヨタ - ミニ - インフィニティ - レクサス - スパイカー・カーズ - RUF - ポンティアック - ボルボ - フォルクスワーゲン |

## オンライン
- 最新情報の入手、クラブの設立や加入ができ世界中のプレイヤーとのレースができる。
- カー・オークションがあり、入札、落札ができる。
- 世界のプレイヤーが出品したバイナルとチューニングの購入ができる。
- ライバルモードでのタイム・アタック、パイロン通過、オーバーテイクのチャレンジがプレイできる。

## 限定版
- Limited Edition
  - 初回限定版
  - 収録車種は502台
  - VIPコンテンツ3つ（DLCコードが付属）
  - ブックレット
  - 特製ケース
- 通常版
  - 収録車種は502台
  - 初期ロット（ Media ID = 633772A0-L0 1A / 633772A0-L1 1A ）
  - 最終ロット（ Media ID = 33D8A9EF-L0 1E / 33D8A9EF-L1 1E ）
- Essential Edition
  - Xbox 360本体とセットで販売されたもの
  - 収録車種は320台

## DLC
- 2011年11月から2012年9月まで毎月配信される12の有料カーパックがある。
- シーズンパスを購入すると、2011年11月～2012年4月までのカーパックが割引価格でダウンロードができる。
- 1パックにつき1台の車が無料で配信される。
- 2012年5月22日、ポルシェ拡張パックが追加された[4]。
- 2015年12月、配信を終了した。

### 2011年
- November Speed パック
- 12月 IGN パック

### 2012年
- 1月 Jalopnik パック
- 2月 American Le Mans Series パック
- 3月 Pirelli カーパック
- 4月 Alpinestars カーパック
- 5月 Top Gear パック